# 계양산
계양산(桂陽山)은 인천광역시 계양구에 있는 높이 395 m의 산이다.

## 상세
산의 이름은 고려 초기 수주악(樹州岳), 고려 의종 이후 안남산(安南山)으로 불리다가 고려 고종 때 계양도호부가 설치된 후 현재의 계양산으로 불리게 되었다. 그러나 한편 조선시대 대동여지도 제13첩 인천편에서 여전히 안남산(安南山)으로 표기된바있다. 계수나무와 회양목이 많이 서식하여 계양산이라고 부르게 되었다.내가 어릴적 계양산은 회양목이 많이 서식하여 학교에
이식도 하였다. 아남산(阿南山), 경명산(景明山)으로 불리기도 했다. 《동국여지승람》에는 진산 또는 안남산으로 표기하였다.
산의 동쪽 능선에 있는 계양산성(桂陽山城)은 삼국 시대 때 축조된 것으로 알려져 일명 고산성(古山城)으로 불린다. 축조 형식은 지형 분류상 산정식(山頂式), 방법상 내탁식(內托式)에 안쪽은 불규칙한 할석(割石)으로 쌓았다. 《증보문헌비고》(增補文獻備考) 〈관방성곽조〉(關防成廓條)에 의하면 둘레가 1937보(步)라고 기록되어 있다. 현재 대부분의 성곽이 훼손된 상태이다. 산의 서쪽에는 조선 고종 때 해안방비용으로 중심성(衆心城)이 징매이고개를 따라 축조되어 있었다.
집수정 바닥에서 《논어》 〈공야장〉의 주요 내용이 기록된 목간이 출토 되었는데, 5각형의 각 면에 《논어》의 구절이 먹으로 쓰여 있다. 한성백제 시기의 유물로 한국에서 가장 이른 시기의 목간으로 추정된다.
1944년 1월 8일 조선총독부가 관보 제13호로 계양산 전체를 공원으로 지정하였다. 1988년에 인천시 시공원 제1호로 지정되었다.
계양산의 높이는 395 m로 인천시 도심 지역에서 가장 높으며 초보 등산객이 오르기에 적합한 규모이다. 인천지하철 1호선 계산역에서 등산로 입구까지는 도보로 5분 거리이다. 등산로는 입구의 연무정에서 시작한다. 중간에 팔각정이 있으며, 하느재고개를 지나 경사진 계단을 오르면 산 정상에 도착할 수 있다. 정상에는 계양정을 비롯하여 표지석 및 망원경들이 설치되어 있다. 날씨가 좋으면 정상에서 서쪽으로는 강화도-영종도, 북쪽으로 고양시, 남쪽으로 인천광역시까지 볼 수 있다. 주능선 등산로에는 그늘이 없어 더운 여름철보다는 봄철 산행지로 적합하다.

## 개발 논쟁
롯데그룹은 계양산에 골프장을 만들겠다고 개발 계획을 발표하여 개발을 반대하는 지역 기독교계 및 시민 단체들과 갈등을 겪었다. 2008년 2월 11일에 환경부는 건설교통부 중앙도시계획원회 심의를 앞두고 계양산 롯데 골프장 건설과 관련해 환경성 검토 결과 ‘조건부 동의’ 협의 의견을 제출했다. 환경부는 소나무 군락지를 사업 대상지에서 빼는 등 철저하게 훼손지 중심으로만 개발할 것을 조건으로 제시했다. 2011년 6월에 인천광역시는 도시관리계획안에서 다남동 대중골프장의 체육시설을 폐지하기로 결정하였다. 해당 결정은 2012년 6월에 의결되었으나, 롯데건설이 11월 19일 ‘도시계획시설 폐지 고시 행정심판’ 및 ‘사업시행자 지정 반려처분 취소 행정소송’에서 승소하자 인천광역시는 항소하였다. 2014년 2월에는 롯데건설 등이 인천지방법원에 청구한 ‘도시관리계획 폐지 결정 취소청구’가 기각되었다.

## 방송 송신 시설

### 디지털 TV
| 디지털TV   |                          |            |                     |       |                       |
| 가상채널   | 방송국명                 | 호출부호   | 물리채널            | 출력  | 가시청권              |
| CH 6-1     | SBS TV                   | HLSQ-DTV   | CH 35               | 100W  | 수도권 서부           |
| CH 7-1     | KBS 2 디지털TV           | HLQS-DTV   | CH 47               | 100W  | 수도권 서부           |
| CH 8-1     | OBS경인TV                | HLQS-DTV   | CH 36               | 500㎾ | 수도권 서부           |
| CH 9-1     | KBS경인 D1TV             | HLAY-DTV   | CH 38               | 100W  | 수도권 서부           |
| CH 11-1    | MBC TV                   | HLKV-DTV   | CH 43               | 100W  | 수도권 서부           |
| UHD        |                          |            |                     |       |                       |
| 가상채널   | 방송국명                 | 호출부호   | 물리채널            | 출력  | 가시청권              |
| CH 6-1     | SBS UHDTV                | HLSQ-UHDTV | 예정                | 2kW   | 수도권 서부           |
| CH 7-1     | KBS 2 디지털TV           | HLQS-DTV   | CH 56               | 2kW   | 수도권 서부           |
| CH 8-1     | OBS DTV                  | HLQS-DTV   | 예정                | 500㎾ | 수도권 서부           |
| CH 9-1     | KBS경인 D1TV             | HLAY-DTV   | CH 52               | 2kW   | 수도권 서부           |
| CH 11-1    | MBC UHDTV                | HLKV-DTV   | CH 55               | 2kW   | 수도권 서부           |
| 지상파 DMB |                          |            |                     |       |                       |
| 앙상블명   | 방송국명                 | 호출부호   | 채널(주파수)        | 출력  | 가시청권              |
| YTN DMB    | mYTN                     | HLMA-TDMB  | CH 8-B (183.008㎒)  |       | 수도권, 충남북부 일부 |
| YTN DMB    | HD mYTN                  | HLMA-TDMB  | CH 8-B (183.008㎒)  |       | 수도권, 충남북부 일부 |
| YTN DMB    | LOTTE Homeshop(임대채널) | HLMA-TDMB  | CH 8-B (183.008㎒)  |       | 수도권, 충남북부 일부 |
| MBC DMB    | MY MBC                   | HLKV-TDMB  | CH 12-A (205.280㎒) |       | 수도권, 충남북부 일부 |
| MBC DMB    | HD my MBC                | HLKV-TDMB  | CH 12-A (205.280㎒) |       | 수도권, 충남북부 일부 |
| MBC DMB    | MBC RADIO                | HLKV-TDMB  | CH 12-A (205.280㎒) |       | 수도권, 충남북부 일부 |
| U-KBS      | KBS STAR                 | HLKA-TDMB  | CH 12-B (207.008㎒) |       | 수도권, 충남북부 일부 |
| U-KBS      | HD KBS STAR              | HLKA-TDMB  | CH 12-B (207.008㎒) |       | 수도권, 충남북부 일부 |
| U-KBS      | KBS HEART                | HLKA-TDMB  | CH 12-B (207.008㎒) |       | 수도권, 충남북부 일부 |
| U-KBS      | KBS MUSIC                | HLKA-TDMB  | CH 12-B (207.008㎒) |       | 수도권, 충남북부 일부 |
| SBS(u)     | SBS u TV                 | HLSQ-TDMB  | CH 12-C (208.736㎒) |       | 수도권, 충남북부 일부 |
| SBS(u)     | HD SBS u TV              | HLSQ-TDMB  | CH 12-C (208.736㎒) |       | 수도권, 충남북부 일부 |
| SBS(u)     | SBS V-Radio              | HLSQ-TDMB  | CH 12-C (208.736㎒) |       | 수도권, 충남북부 일부 |

## 사진

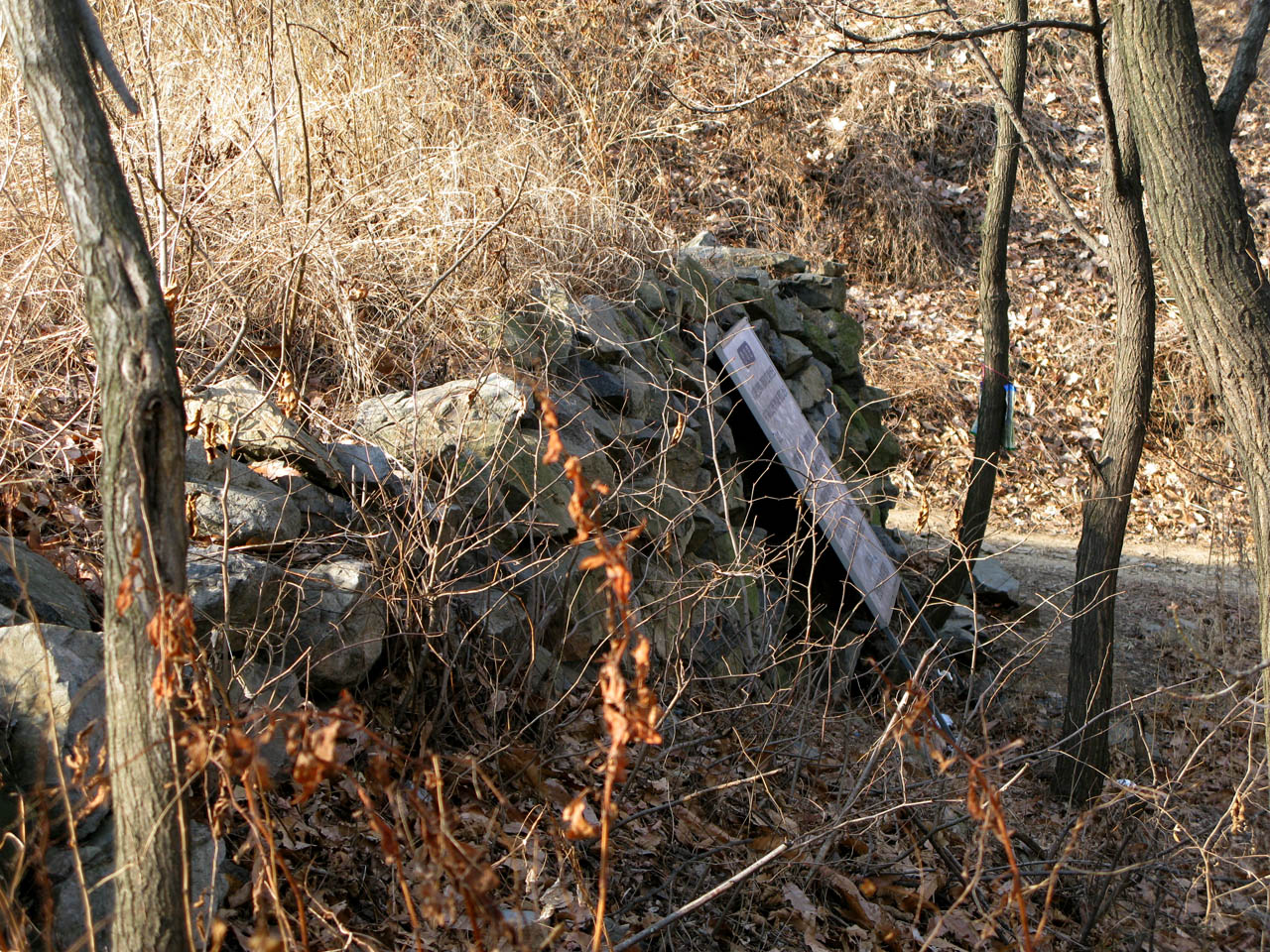
계양산성
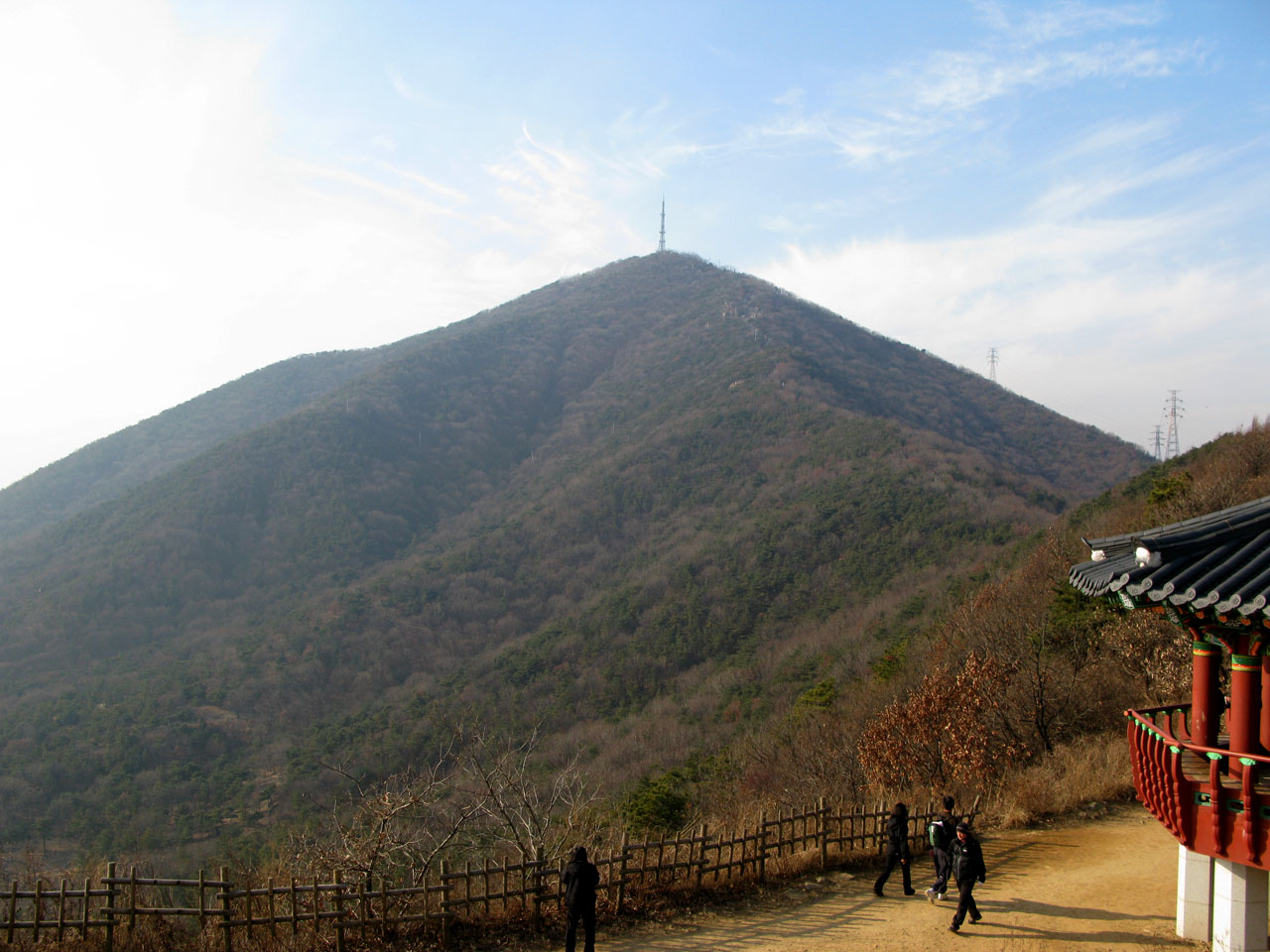
팔각정에서 바라본 산 정상
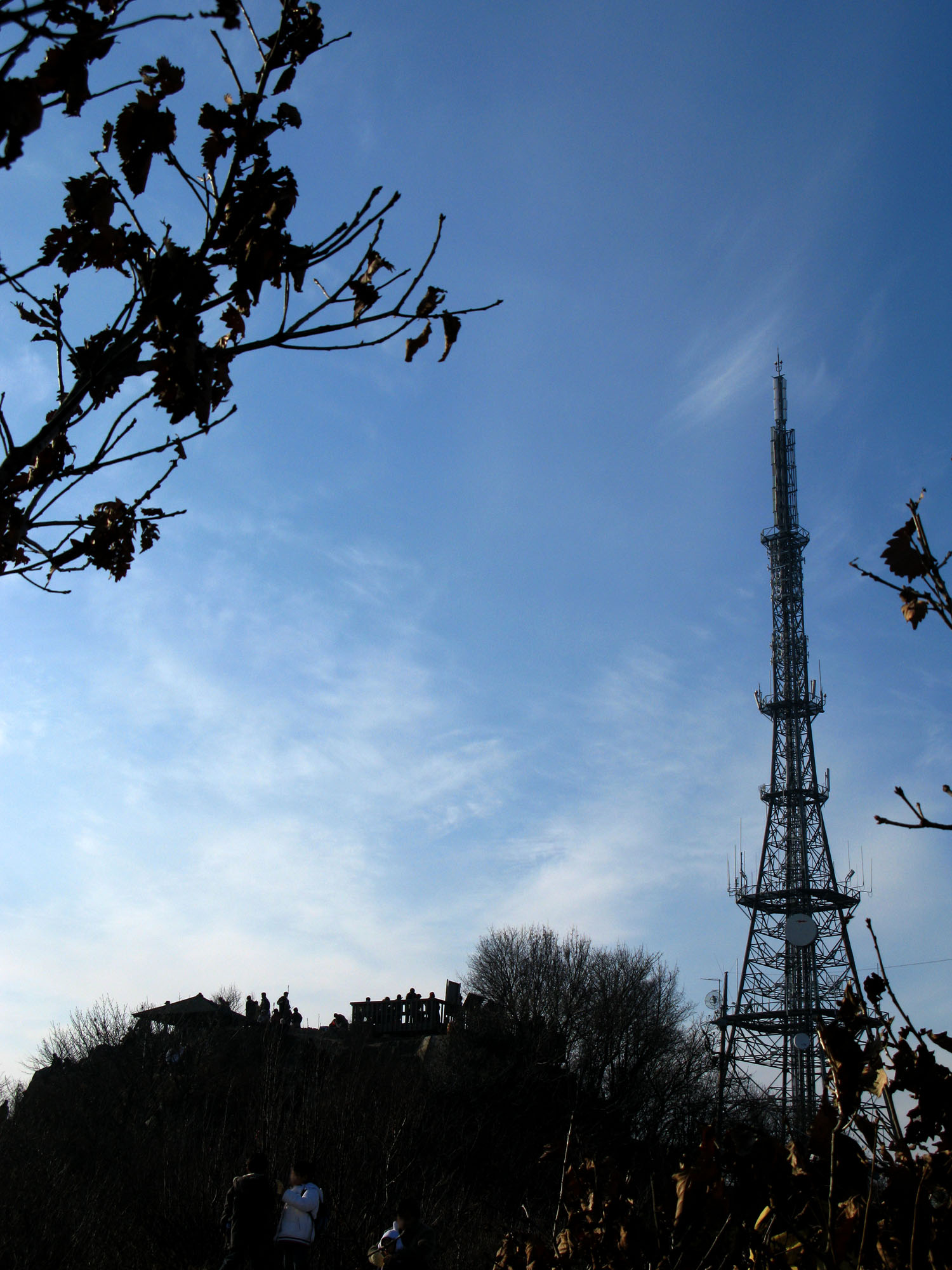
정상에 위치한 송신탑
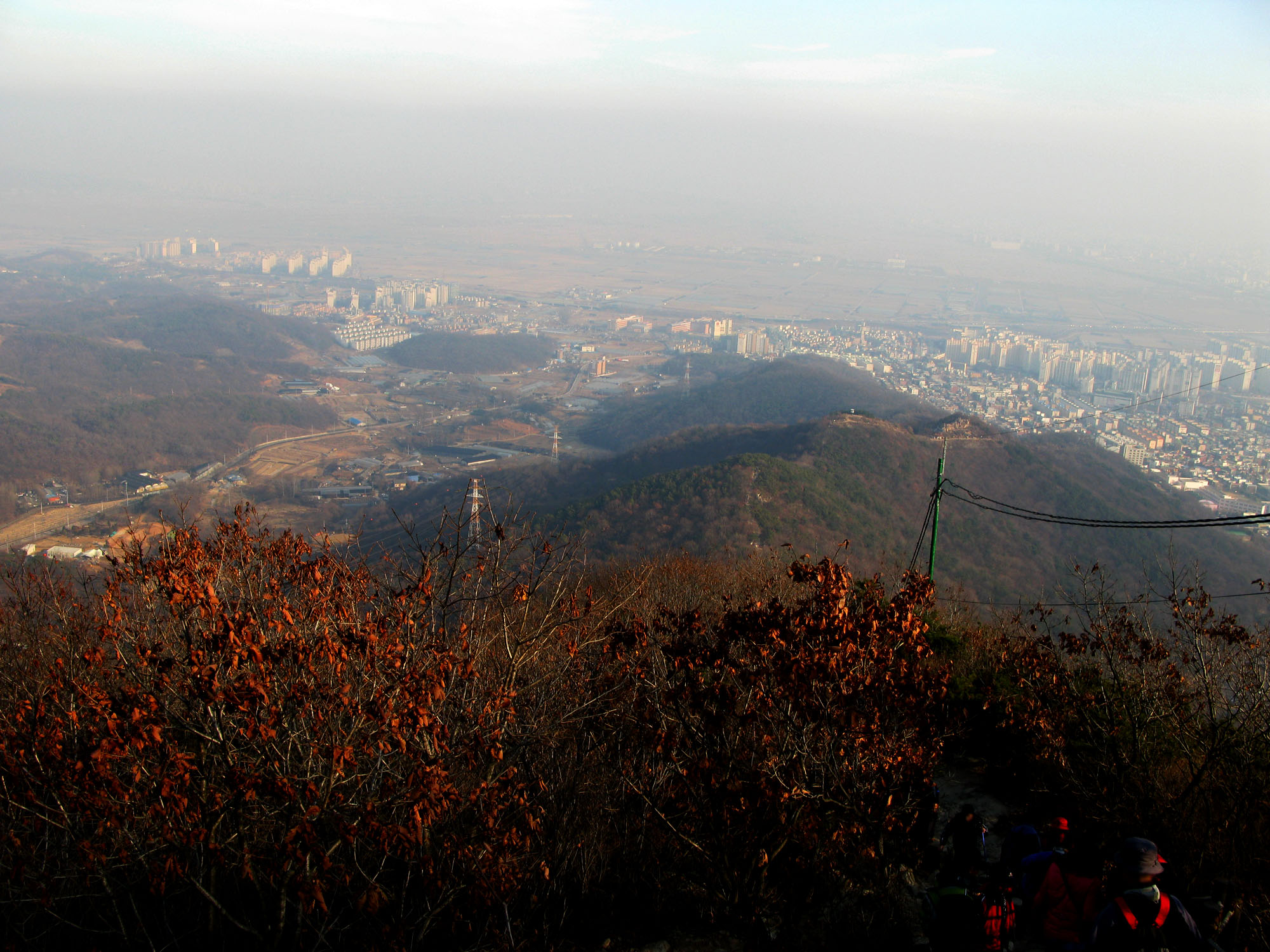
정상에서 바라본 계양구 일대

## 하천
계양산은 인천광역시 지방하천인 공촌천 및 시천천의 발원지이다. 같은 한남정맥의 서해측 줄기이자 심곡천의 발원지인 천마산과 함께 주요한 산맥을 이룬다. 한남정맥의 동쪽방향으로는 원적산, 철마산, 만월산, 소래산 등이 있다.

## 관련 TV 프로그램
- OBS 인사이드
  - 롯데 골프장 개발 논란 - 계양산의 운명은(2009년 4월 23일)
  - 골프장 개발 논란 - 계양산과 굴업도는 지금(2009년 10월 8일)
  - 개발과 보존 사이 - 계양산 골프장(2010년 2월 25일)
- KBS 1TV 환경 스페셜 - 사라지는 생명의 땅 그린벨트(2009년 12월 9일)

## 같이 보기
- 한국의 산 목록
- 포털:대한민국